# Intel Pentium 4 Extreme Edition

Neues Logo der Intel Pentium 4 Extreme Edition

Altes Logo der Intel Pentium 4 Extreme Edition

Der Intel Pentium 4 Extreme Edition (auch bekannt als Pentium 4 EE) ist ein Mikroprozessor der siebten x86-Generation, der auf dem Intel Pentium 4 basiert und diesen um einige Funktionen erweitert. Der Pentium 4 Extreme Edition ist von der Marktausrichtung ähnlich einzustufen wie AMDs Athlon 64 FX.

## Technik
Die CPU basiert wie der Pentium 4 ebenfalls auf der NetBurst-Architektur und wurde nur um einige Funktionen erweitert. Wegen dieser Funktionen benötigt die Pentium 4 Extreme Edition aber besondere Chipsätze, die ursprünglich für die Intel Xeon Prozessoren gedacht waren.

## Modelle

### Gallatin
Bei der ersten Version mit 3,2 GHz handelte es sich um eine für den Desktop Betrieb angepasste Version des Intel Xeon MP Prozessors auf Basis des Gallatin-Kerns. Er wurde im September 2003 etwa eine Woche vor der Markteinführung des AMD Athlon 64 auf dem Intel Developer Forum angekündigt. Obwohl Intel beteuerte, dass die Extreme Edition auf leistungshungrige Spieler abzielte, sahen die meisten Beobachter darin den Versuch, den Theaterdonner um den AMD Athlon 64 etwas zu dämpfen. Wenn dies tatsächlich der Fall war, dann war diese Taktik ein Fehlschlag, da der neue Chip nicht nur vom Athlon 64 und Athlon 64 FX in vielen Benchmarks geschlagen wurde, sondern noch dazu kaum den 3,2-GHz-Pentium 4 überflügeln konnte. Leistungsmäßig verhielt er sich etwa wie ein konventioneller Pentium 4 mit 3,4 GHz Taktrate, was zum größten Teil an der zusätzlichen Latenzzeit durch die dritte Cache-Stufe lag. Einige Spiele, vor allem solche mit der Quake III- oder Unreal-Engine, sowie Anwendungen zum Multimedia-Encoding profitierten jedoch überdurchschnittlich vom zusätzlichen Cache.
Im Gegensatz zum Xeon MP wurde der Front Side Bus des Pentium 4 EE von 133 auf 200 MHz (quadpumped, FSB800) angehoben. Der Level 3-Cache beträgt bei beiden 2 MiB, auf die Multiprozessorfähigkeiten wurde allerdings verzichtet. Später bot Intel diese CPU auch noch mit 3,4 GHz und für den Sockel 775 an. Auch eine noch schnellere Version mit 3,46 GHz und einem Front Side Bus mit 266 MHz (quadpumped, FSB 1066) für den Sockel 775 wurde noch angeboten.

### Prescott 2M
Mit dem Erscheinen der Pentium 4 CPUs mit Prescott 2M-Kern wurde dieser Kern auch für den Pentium 4 Extreme Edition verwendet. Dabei kam ein Modell mit 3,73 GHz und einem Front Side Bus mit 266 MHz (quadpumped, FSB 1066) für den Sockel 775 zum Einsatz.

## Zukunft
Mit der Umstellung auf Modellnummern und der Vorstellung neuer Dual-Core-CPUs (Pentium D) wurde der Pentium 4 Extreme Edition durch seinen Nachfolger Pentium Extreme Edition ersetzt. Der Name „Pentium 4 Extreme Edition“ wurde danach nicht wieder verwendet.

## Modelldaten

### Gallatin
- L1-Cache: 8 KiB (Daten) plus 12.000 µOps (Instruktionen)
- L2-Cache: 512 KiB mit Prozessortakt
- L3-Cache: 2.048 KiB mit Prozessortakt
- MMX, SSE, SSE2, Hyper-Threading
- Sockel:
  - 3,20 GHz und 3,40 GHz: PGA478 und LGA775, AGTL+ mit 200 MHz Front Side Bus (quadpumped: FSB 800)
  - 3,46 GHz: LGA775, AGTL+ mit 266 MHz Front Side Bus (quadpumped: FSB 1066)
- Betriebsspannung (VCore):
  - 3,20 GHz: 1,55 V
  - 3,40 GHz:
  - 3,46 GHz: 1,278 V – 1,400 V
- Verlustleistung (TDP):
  - 3,20 GHz: 92,1 W
  - 3,40 GHz: 102,9 W
  - 3,46 GHz: 110,7 W
- Erscheinungsdatum: 2. Februar 2004
- Fertigungstechnik: 130 nm
- Transistoren: 178 Millionen
- Taktraten: 3,20–3,46 GHz
  - 200 MHz FSB: 3,20 GHz (Sockel 478), 3,40 GHz (Sockel 478 + LGA775)
  - 266 MHz FSB: 3,46 GHz (LGA775)

### Prescott 2M
- L1-Cache: 16 KiB (Daten) plus 16.000 µOps (Instruktionen)
- L2-Cache: 2.048 KiB mit Prozessortakt
- MMX, SSE, SSE2, SSE3, EM64T, XD-Bit, Hyper-Threading
- Sockel: LGA775, AGTL+ mit 266 MHz Front Side Bus (quadpumped: FSB 1066)
- Betriebsspannung (VCore): 1,200 V – 1,400 V
- Verlustleistung (TDP): 115 W
- Erscheinungsdatum: Februar 2005
- Fertigungstechnik: 90 nm
- Transistoren: 169 Millionen
- Die-Größe: 135 mm²
- Taktrate: 3,73 GHz